# Jirapa (distrito)
Jirapa es un distrito de la región Alta Occidental de Ghana. En septiembre de 2018 tenía una población estimada de 104 273 habitantes.
Se encuentra ubicado al noroeste del país, cerca del río Volta Negro y de la frontera con Burkina Faso.